# جورج براغ
جورج براغ (بالإنجليزية: George Bragg)‏ هو موزع أمريكي، ولد في 24 يناير 1926 في ميريديان في الولايات المتحدة، وتوفي في 31 مايو 2007 في فورت وورث في الولايات المتحدة.

## وصلات خارجية
- جورج براغ على موقع ميوزك برينز (الإنجليزية)
- جورج براغ على موقع ديسكوغز (الإنجليزية)